# Zygophyxia
Zygophyxia is een geslacht van vlinders van de familie spanners (Geometridae), uit de onderfamilie Sterrhinae.

## Soorten
- Z. conscensa Swinhoe, 1885
- Z. erlangeri Prout, 1932
- Z. larseni Wiltshire, 1982
- Z. palpata Prout, 1932
- Z. relictata (Walker, 1866)
- Z. retracta Hausmann, 2006
- Z. roseocincta (Warren, 1899)
- Z. stenoptila Prout, 1916
- Z. toquilla Fletcher D. S., 1978
- Z. tornisecta Prout, 1916
- Z. transmeata Prout, 1931